# 이나바 미치토
이나바 미치토(일본어: 稲葉道通, 1570년 ~ 1608년 1월 29일)는 아즈치모모야마 시대부터 에도 시대 초기까지의 무장, 다이묘이다. 이세 다마루 번 초대 번주를 지냈다. 미노 소네 성주 이나바 요시미치의 손자이다. 가스가노쓰보네와는 고종 사촌간이다.
|  | 제1대 다마루 번 번주 (이나바가) 1600년 ~ 1607년 | 후임 이나바 노리미치 |